# Manddom (film)
|  | Denne artikel er oprettet af botten PalnaBot ud fra en ekstern database. Den kan derfor have sproglige fejl eller mangler. Denne skabelon kan fjernes efter kontrol af indholdet. |

Manddom er en kortfilm instrueret af Jonathan Gelvan efter manuskript af Jonathan Gelvan, Astrid Hedvig Hoder.